# 飯浜浩幸
飯浜 浩幸（いいはま ひろゆき、1960年 - ）は、日本の社会福祉学者。学校法人北海道星槎学園理事長。星槎道都大学学長。北海道旭川市生まれ。

## 経歴

### 学歴
- 1984年（昭和59年）3月 - 道都大学社会福祉学部社会福祉学科卒業（社会学士）

### 職歴
児童養護施設（児童指導員、事務長、法人事務局長）から、専門学校（保育士・介護福祉士養成）専任教員、道都大学専任講師、助教授、教授、主任教授、学科長、学長代理を経て、学長・理事長に就いた。北海道教育大学の講師を兼任。
年表
- 1993年（平成5年）4月 - 旭川福祉専門学校専任教員
- 1996年（平成8年）4月 - 旭川大学女子短期大学部非常勤講師
- 1997年（平成9年）4月 - 北海道教育大学教育学部旭川校非常勤講師
- 2005年（平成17年）4月 - 道都大学社会福祉学部社会福祉学科教授
- 2011年（平成23年）4月 - 道都大学社会福祉学部社会福祉学科教授（学部長）
- 2021年（令和3年） - 星槎道都大学学長[2]。
- 2022年（令和3年） - 学校法人北海道星槎学園理事長[3]。

## 専門（研究・活動内容等）

### 研究概要
地域における子育て支援のあり方に関する研究。及び、児童福祉施設におけるケアのあり方に関する研究。

#### 研究分野
- 社会学
- 社会福祉学

#### 研究テーマ
- 子育て支援システムの研究
  - 保育、ソーシャルワーク、ウェルビーイング
- 生活型児童福祉施設におけるソーシャルワーク実践の研究
  - コンピテンス、配慮的態度、ケア

## 委員歴・役員歴
- 社団法人全国保育士養成協議会専門委員

## 所属学会
- 日本社会福祉学会
- 日本社会福祉実践理論学会
- 日本子ども社会学会
- 日本保育学会
- 乳幼児医学・心理学会
- 北海道社会福祉学会
- 北海道子ども学会
- 北海道乳幼児療育研究会

## 著書
- 三訂 児童福祉施設と実践方法―養護原理とソーシャルワークー（2005年:中央法規出版） ―ISBN 4805825774
- 家族援助論―保育者に求められる子育て支援―（2004年:保育出版社） ―ISBN 9784938795535
- 新・児童福祉施設と実践方法-養護原理のパラダイム-「節:施設養護と施設形態」（2000年:中央法規出版） ―ISBN 4805818794
- 子どもの生活と福祉/児童福祉入門「節:家族・地域社会と子どもの未来」（1998年:中央法規出版）